# TCDD DE11000
TCDD DE11000 — серія тепловозів, використовуваних державною компанією Турецька залізниця. Всього було побудовано 85 екземплярів, які були виготовлені в 1985 році компанією TÜLOMSAŞ в партнерстві з Краус-Мафай. Локомотиви поділяються на дві підсерії: перша складається з 15 машин і володіє двигунами постійного струму, а друга партія складається з 70 тепловозів і володіє двигунами змінного струму. Більшість локомотивів цієї серії давно списані, проте, деяка їх кількість до сих пір використовується на приміських залізничних лініях Турецької залізниці. Локомотиви мають потужність 1065 к.с і в змозі розвивати швидкість до 80 км/год. Вага локомотива становить 68 тонн при довжині 13 250 мм.